# Стоддарт, Джеймс Фрейзер
Сэр Джеймс Фрейзер Стоддарт (англ. James Fraser Stoddart; 24 мая 1942, Эдинбург, Шотландия, Великобритания — 30 декабря 2024) — шотландский и американский учёный-химик, специалист в области супрамолекулярной химии и нанотехнологии. Нобелевский лауреат по химии 2016 года совместно с Жаном-Пьером Соважем и Бернардом Феринга.

## Биография
Стоддарт родился в Эдинбурге и вырос на отдалённой ферме, где даже не было электричества. Окончил Эдинбургский университет, где в 1966 году получил докторскую степень по химии, после чего работал постдоком в Университете Куинс в Кингстоне. В 1970 году вернулся в Великобританию и устроился преподавателем в Шеффилдском университете. Здесь его внимание привлекла новая область науки — супрамолекулярная химия, он занялся синтезом и исследованием краун-эфиров и их комплексов с атомами переходных металлов. В 1978—1981 годах был прикомандирован к лаборатории компании Imperial Chemical Industries, где обратил внимание на похожесть этих комплексов на гербицид паракват. Итогом стал синтез катенана — механически связанных кольцевых молекул краун-эфира и производной параквата. Далее последовал синтез ротаксанов и других сложных комплексов, ставших основой для молекулярных машин. В 1990 году Стоддарт перешёл в Бирмингемский университет, в 1997 году — в Калифорнийский университет в Лос-Анджелесе, в 2008 году — в Северо-Западный университет, а в 2023 году — присоединился к Гонконгскому университету (везде он занимал должность профессора химии).
В 2016 году Стоддарт подписал открытое письмо нобелевских лауреатов с призывом к Greenpeace, ООН и правительствам всего мира прекратить борьбу с генетически модифицированными организмами (ГМО).
Стоддарт был гражданином США и Великобритании. Он был женат на Норме Агнес Шолан с 1968 года до её смерти в 2004 году от рака. Норма Стоддарт получила степень доктора философии по биохимии и помогала поддерживать исследовательские усилия своего мужа в университетах Шеффилда, Бирмингема и Калифорнии в Лос-Анджелесе.
Стоддарт умер 30 декабря 2024 года в возрасте 82 лет.

## Награды
Был 6-м наиболее цитируемым химиком за период с 1992 по 2002 год. Имеет индекс Хирша выше 100. В число наград входят:
- Золотая медаль Нагои[яп.] (2004)
- Международная премия короля Фейсала (2007)
- Премия Альберта Эйнштейна (2007)
- Медаль Дэви (2008)
- Премия имени Артура Коупа (2008)
- Премия столетия (2014)
- Нобелевская премия по химии (2016).

Член Национальной академии наук США (2014), Американской академии искусств и наук, Лондонского королевского общества (1994).